# Morancourt
 Morancourt  es una comuna francesa situada en el departamento de Alto Marne, en la región de Gran Este.
| 176 | 171 | 153 | 128 | 110 | 99 | 133 |
| Para los censos de 1962 a 1999 la población legal corresponde a la población sin duplicidades (Fuente: INSEE [Consultar]) |     |     |     |     |    |     |